# 올림픽급 원양 정기선

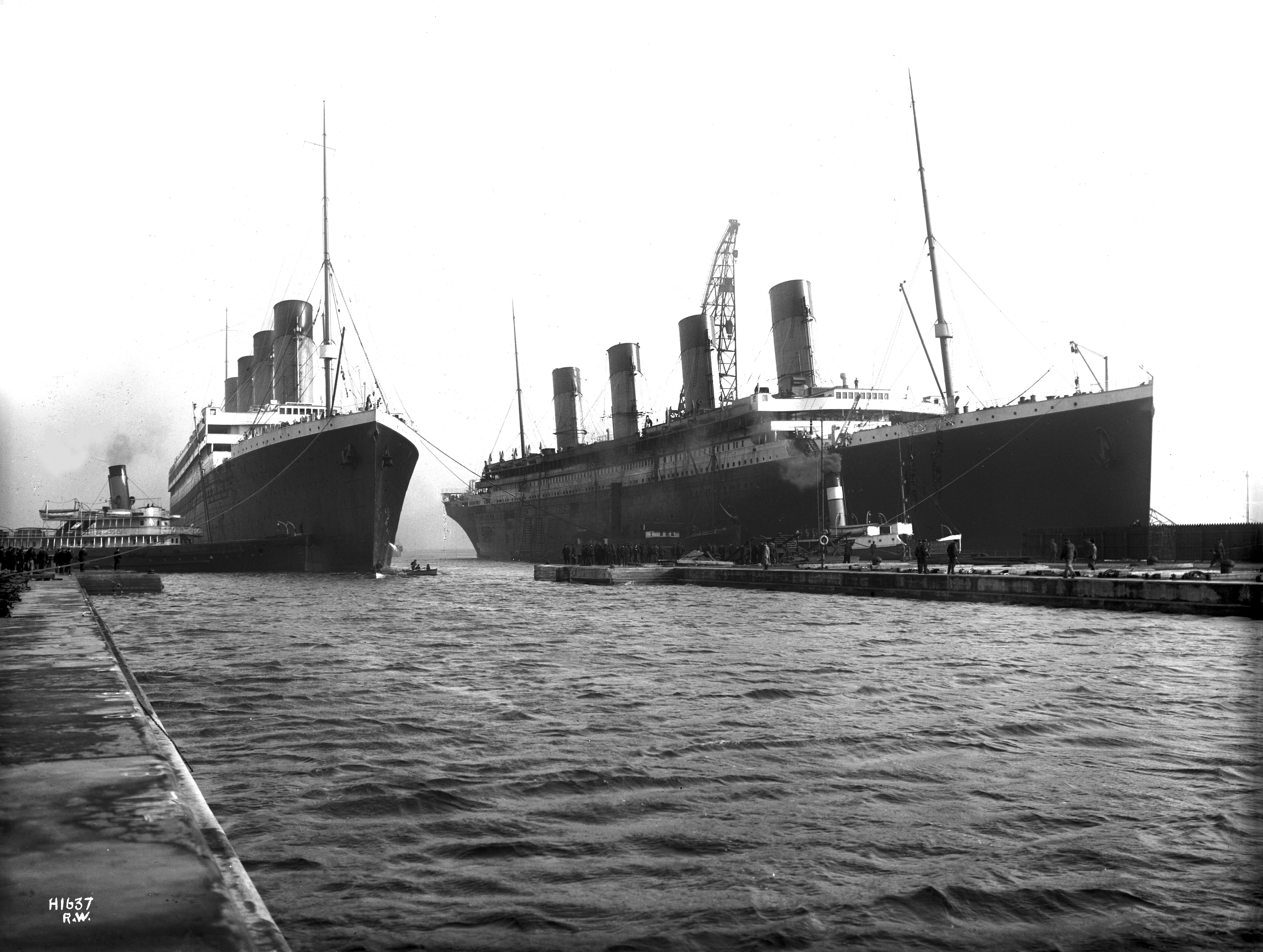
벨파스트, 1912년 3월 6일: 타이타닉호(오른쪽)가 올림픽호(왼쪽)가 손상된 프로펠러 블레이드를 교체할 수 있도록 드라이독에서 이동했다.

올림픽급 원양 정기선(Olympic-class ocean liner)은 20세기 초에 화이트 스타 라인을 위해 할랜드 앤드 울프 조선소에서 건조한 영국의 원양 정기선 3척으로, RMS 올림픽(1911년), RMS 타이타닉(1912년), HMHS 브리타닉(1915년)이라고 명명되었다. 이 세 척 모두 당시 가장 크고 호화로운 라이너로 지정되었으며, 화이트 스타가 대서양 여객 운송에서 크기와 호화로움 면에서 유리한 위치를 차지하도록 고안되었다.
주요 선박인 올림픽은 1935년에 폐기되기 전까지 24년 동안 운항되었지만, 자매선은 이와 비슷한 성공을 거두지 못했다. 타이타닉은 처녀 항해에서 빙산에 부딪혀 침몰했고, 브리태닉은 1차 세계 대전 중 병원선으로 복무하던 중 에게해의 케아에서 군함 지뢰에 부딪혀 실종되었고, 운항을 시작한 지 1년도 채 되지 않아 여객선으로 운항된 적이 없었다.
두 척의 선박은 성공적인 유산을 충분히 쌓지 못했지만, 지금까지 건조된 가장 유명한 원양 여객선 중 하나이다. 올림픽과 타이타닉은 모두 세계에서 가장 큰 선박이라는 명예를 누렸다. 올림픽은 1936년 퀸 메리가 취역할 때까지 20년 이상 세계에서 가장 큰 영국산 선박이었다. 타이타닉의 스토리는 많은 책, 영화, TV 프로그램으로 각색되었으며, 브리태닉은 2000년 동명의 영화의 영감을 제공했다.